# Crnogorska plemena
Popis crnogorskih plemena obuhvaća i ona plemena čija unutarnja formacija nije do kraja profilirana. 
- Banjani, Stara Hercegovina
- Bjelice, Katunska nahija
- Bjelopavlići, "sedam Brda".
- Boljevići, Crmnička nahija
- Brajići, Primorje
- Bratonožići, "sedam Brda".
- Brčeli, Crmnička nahija. Zvani i Brčelo.
- Buronje, Lješanska nahija
- Ceklin (Ceklinjani), Riječka nahija
- Cetinje, Katunska nahija
- Cuce, Katunska nahija
- Ćeklići, Katunska nahija
- Dobrsko selo, Riječka nahija. Ovo pleme se u Hrvatskoj Enciklopediji (iz 1941.) naziva i Dobrljani.
- Drobnjaci, Stara Hercegovina
- Draževina, Lješanska nahija
- Dupilo, Crmnička nahija
- Gluhi Do (Gluhodoljani), Crmnička nahija
- Gradac, Lješanska nahija
- Građani, Riječka nahija
- Grahovo, Stara Hercegovina
- Grbalj, Primorje
- Komani, Katunska nahija
- Kosijeri, Riječka nahija
- Krivošije, Primorje
- Kuči, "sedam Brda".
- Limljani, Crmnička nahija
- Ljubotinj, Riječka nahija
- Maine, Primorje
- Morača, "sedam Brda".
- Nikšići, Stara Hercegovina
- Njeguši, Katunska nahija
- Ozrinići (Čevljani), Katunska nahija
- Paštrovići, Primorje. Ovo pleme je iz Boke.
- Piperi, "sedam Brda".
- Pivljani, Stara Hercegovina
- Pješivci, Katunska nahija
- Pobori, Primorje
- Podgor, Crmnička nahija
- Rovca, "sedam Brda".
- Rudinjani, Stara Hercegovina
- Sotonići, Crmnička nahija
- Šaranci, Stara Hercegovina
- Trebješani, Stara Hercegovina
- Uskoci, Stara Hercegovina
- Vasojevići, "sedam Brda".
- Zagarač, Katunska nahija

## Vanjske poveznice
Plemena u CG
Ko širi “lažibajke” o porijeklu crnogorskih plemena? (1. dio)
Ko širi “lažibajke” o porijeklu crnogorskih plemena? (2. dio)
"Crnogorska plemena se prije 560 godina dobrovoljno stavila pod okrilje Venecije" (Portal Analitika, 8. IX 2015)  Arhivirana inačica izvorne stranice od 11. rujna 2015. (Wayback Machine)